# رصدخانه هالیکالا
رصدخانه هالیکالا، (به انگلیسی: Haleakala Observatory)، که به عنوان سایت رصدخانهٔ ارتفاعات هالیکالا نیز شناخته می‌شود، نخستین رصدخانهٔ تحقیقات نجومی هاوایی است.
این رصدخانه در جزیرهٔ مائوئی واقع شده و متعلق به
انستیتوی اخترشناسی دانشگاه هاوایی است که برخی از امکانات موجود در سایت را اداره می‌کند و بخش‌هایی را نیز به سازمان‌های دیگر اجاره می‌دهد. مستاجران سایت شامل آزمایشگاه تحقیقات نیروی هوایی آمریکا (AFRL) و شبکه جهانی رصدخانه لاس کامبرز (LCOGTN) است. با ارتفاع بیش از ۳٬۰۵۰ متر بالاتر از سطح دریا (۱۰۰۱۰ فوت)، قله هالاکالی بالاتر از یک سوم از مناطق گرمسیری زمین است و دارای شرایط عالی برای مشاهدات اخترشناسی است.